# Sansa (hram)
Sansa (hangul: 한국의 사찰) je naziv za planinske budističke samostane koji se nalaze širom južnih pokrajina Korejskog poluotoka. UNESCO je 2018. sedam ovih samostana u Republici Koreji upisao na popis mjesta svjetske baštine u Aziji jer su „sveta mjesta koja su preživjela kao živi centri vjere i svakodnevne vjerske prakse do danas”. Ovi samostani, izgrađeni od 7. do 9. stoljeća, pokazuju zajedničke karakteristike specifične za Koreju: madang (otvoreno dvorište) okruženo s četiri zgrade (Budina dvorana, paviljon, predavaonica i spavaonica). One sadrže i veliki broj pojedinačno izvanrednih struktura, predmeta, dokumenata i svetišta.

## Povijest i odlike
Prvi budistički misionari stigli su u korejsku državu Goguryeo 372. godine iz susjedne sjevernokineske države Raniji Qin, a već je 375. kralj Sosurim od Goguryeoa dao sagraditi hramove Seongmunsa i Ilbulamunsa. Budistički hramovi su se otada nastavljali graditi i održavati do današnjeg dana, iako su budisti u nekim razdobljima postajali metom progona, najčešće od taoističkih, neokonfucijanskih vladara. Imena većine korejskih hramova završava sa -sa (사), što znači „hram”.
Tipični korejski hram obično ima ove dijelove:
1. Iljumun (일주문, 一柱門) - Vrata s jednim stupom na ulazu u samostan;
2. Sacheonwangmun (사천왕문, 四天王門 ili Cheonwangmun, „Vrata četiri nebeska kralja”, koja označavaju ulaz u samostanski prostor;
3. Beopdang (법당, 法堂), Dharma dvorana koja se koristi za predavanja i obrede;
4. Samostanske odaje;
5. Jonggo (종고, 鐘鼓), zvonik;
6. Daeungjeon (대웅전, 大雄殿), glavna dvorana u kojoj se nalaze najvažnije slike Bude;
7. Pagoda;
8. Myeongbujeon (명부전, 冥府殿) - dvorana usuda, u kojoj se nalazi prikazi bodisatve Ksitigarbha (지장, 地藏) i prizori budističkog pakla, Narake;
9. Nahanjeon (나한전, 羅漢殿), dvorana arhata („veledostojnika”);
10. Sansingak (산신각, 山神閣), šamanističko svetište posvećeni planinskom bogu Sansinu (산신, 山神)[3] gdjegod poznat i kaochilseong-gak (칠성각, 七星閣) ili samseong-gak (삼성각, 三星閣), i obično je iza glavne dvorane;
11. Spavaonice;

## Popis lokaliteta
| Slika | Ime                                                           | Osnutak | Lokacija                          | Koordinate                                      | Odlike |
| ----- | ------------------------------------------------------------- | ------- | --------------------------------- | ----------------------------------------------- | --- |
|       | Tongdosa (hangul: 한국어, „Spas svijeta majstorstvom istine”) | 646.    | Yangsan (Južni Gyeongsang)        | 35°29′17″S 129°03′56″E / 35.48806°S 129.06556°E | Tongdosa se nalazi na južnom dijelu planine Chiseosan i jedan je od „Tri hramska dragulja” (druga dva su Haeinsa i Songgwangsa). Hram je jedinstven jer nema kipova ispred hrama i sve se relikvije čuvaju u hramu i nekoliko pagoda oko glavnog dvorišta. |
|       | Buseoksa (hangul: 부석사, hanja: 浮石寺)                      | 676.    | Yeongju (Sjeverni Gyeongsang)     | 36°59′56″S 128°41′15″E / 36.99889°S 128.68750°E | Buseoksa, „Hram plutajućeg kamena”, nalazi se na planini Bonghwang, a osnovao ga je učenjak Uisang 676., koji je osnovao i cijenjenu školu budizma Huayan, kasnije poznatu kao Buseok škola. Na najvišem dijelu samostana nalazi se Muryangsujeon, druga najstarija drvena građevina u Južnoj Koreji, obnovljena 1376. U to vrijeme je monah Won-eung izgradio brojne dodatne zgrade, od kojih je malo ostalo do danas. U Muryangsujeonu je Amitabha svetište. |
|       | Bongjeongsa (한국어)                                          | 672.    | Andong, Sjeverni Gyeongsang       | 36°39′12″N 128°39′47″E / 36.65333°N 128.66306°E | S površinom od 1.650 m², Bongjeongsa je najveći hram Andonga i mjesto gdje se nalazi najstarija drvena građevina u Koreji, Geuknakjeon, 15. nacionalno blago Južne Koreje, iz 12. st. Pored nje, unutar samostana nalazi se još 9 zgrada i 9 u dva pripadajuća hrama istočno i zapadno od središnjeg kompleksa. |
|       | Beopjusa (법주사)                                             | 553.    | Beopjusa-ro, Sjeverni Chungcheong | 36°32′32″N 127°50′01″E / 36.54222°N 127.83361°E | Na obroncima Songnisana, unutar Nacionalnog parka Songnisan, izvorno je monah Uisin iz kraljevstva Sila osnovao hram 553. god., posvećen Maitreja Budi. Za Goryeo dinastije u njemu je živjelo i do 3.000 monaha. No, malo je objekata iz tog vremena preživjelo Japansku invaziju iz 16. st., kada su stradali i mnogi drugi korejski hramovi. U hramu se danas čuvaju 3. nacionalna blaga, 12. drugih raznih blaga, 21. spomenik kulturne baštine Chungcheongbukdo i jedna kulturna baština, te dva prirodna spomenika. Palsangjeon je najstarija i najviša korejska pagoda i jedna od dvije drvene pagode u državi. |
|       | Magoksa (한국어)                                              | 640.    | Gongju, Južni Chungcheong         | 36°33′32″N 127°00′45″E / 36.55889°N 127.01250°E | Nalazi se na istočnom obronku Taehwasana, na zavoju potoka Taegeukcheon. Osnovao ju je vinaja majstor Jajang Yulsa, koji je osnovao i samostan Tongdosu, po svom povratku iz Kine. Prema legendi, Jajang je odabrao ovo mjesto i nazvao hram magok, što znači „lan” jer je želio da se budizam odavde širi poput brzorastućeg lana koji je ovdje rastao. Hram je stradao u borbama dinastija Goryeo i Joseon u 9. st., te tijekom japanske invazije (1592. – 1597.). No, 1651., obnovljene su zgrade Daeungjeon, Yeongsanjeon i Daejeok-gwangjeon.                                                                     |
|       | Seonamsa ili Seonunsa (선운사)                                | 577.    | Gochang, Sjeverna Jeolla          | 35°29′49″N 126°34′43″E / 35.49694°N 126.57861°E | Osnovao ga je seon majstor Geomdan, a kralj Jinheung iz dinastije Sila je došao živjeti u ovom samostanu nakon abdikacije. Samostan je obnovio majstor Hyojeong 1318. god., te majstor Haengjo 1474. Bio je potpuno spaljen za japanske invazije te je obnovljen 1614. zahvaljujući upravitelju Mujang županije, Seong Seok-jou. |
|       | Daeheungsa (왕궁리)                                           | 514.    | Samsan, Pokrajina Haenam          | 34°28′35″N 126°37′00″E / 34.47639°N 126.61667°E | Smješten na obroncima Duryunsana, osnovao ga je monah Adohwasang i izvorno se po starom imenu planine, Handeum, zvao Handeumjeol. Hram je najslavniji jer je u njemu 1592. godine monah Seosan Daesa uvježbao vojsku od 5.000 monaha koji su branili Korejce od japanske invazije. Između ostalih blaga u njemu se nalazi Daeheungsabungmireugammaaeyeoraejwasang („Iz sjeverne stijene isklesani sjedeći Maitreja Buda iz hrama Daeheung”) iz vremena dinastije Goryeo (918. – 1392.). |